# Li Yan (Offizier)
Li Yan (李嚴 / 李严, Lǐ Yán) († 234) war ein Offizier unter Liu Zhang und Liu Bei.
Li Yan ergab sich Liu Bei, nachdem der seinen Herrn Liu Zhang bei Yizhou geschlagen hatte. Zhuge Liang, der Premierminister der Shu Han, verglich seine Fähigkeiten oft mit denen Lu Xuns von den Wu. Weil er aber auf Zhuge Liangs Nördlichen Expeditionen das Versorgungslager nicht halten konnte, enthob dieser ihn seines Ranges und schickte ihn in die Verbannung. Seine Position wurde durch Sohn Li Feng ersetzt. Li Yans Hoffnung auf Rehabilitierung wurde nicht erfüllt. Er starb verbittert als einfacher Mann kurz nach Zhuge Liangs Tod. 
| Personendaten    | Personendaten                      |
| ---------------- | ---------------------------------- |
| NAME             | Li Yan                             |
| KURZBESCHREIBUNG | chinesischer Offizier              |
| GEBURTSDATUM     | 2. Jahrhundert oder 3. Jahrhundert |
| STERBEDATUM      | 234                                |